# Kandelaartoorts
De kandelaartoorts (Verbascum speciosum) is een tweejarige plant uit de helmkruidfamilie (Scrophulariaceae). De kandelaartoorts komt oorspronkelijk uit Oost-Europa en West-Azië. Sinds 2019 wordt de soort ook in Nederland aangetroffen, onder  andere in de duinen en bij de Posbank in Nationaal Park Veluwezoom.
De plant, die een hoogte kan bereiken van 150 cm, vormt een rozet van gesteelde tongachtige bladeren waaruit een bloeistengel ontspruit in de vorm van een pluim met takken vol bloemen. Van juli tot augustus bloeit de plant. De bloemen zijn 2 tot 3 centimeter breed. In het midden van de vijf gele bloembladen staan vijf meeldraden bedekt met lange witte haren. De doosvruchten van 7 millimeter lang bevatten veel zaden. 

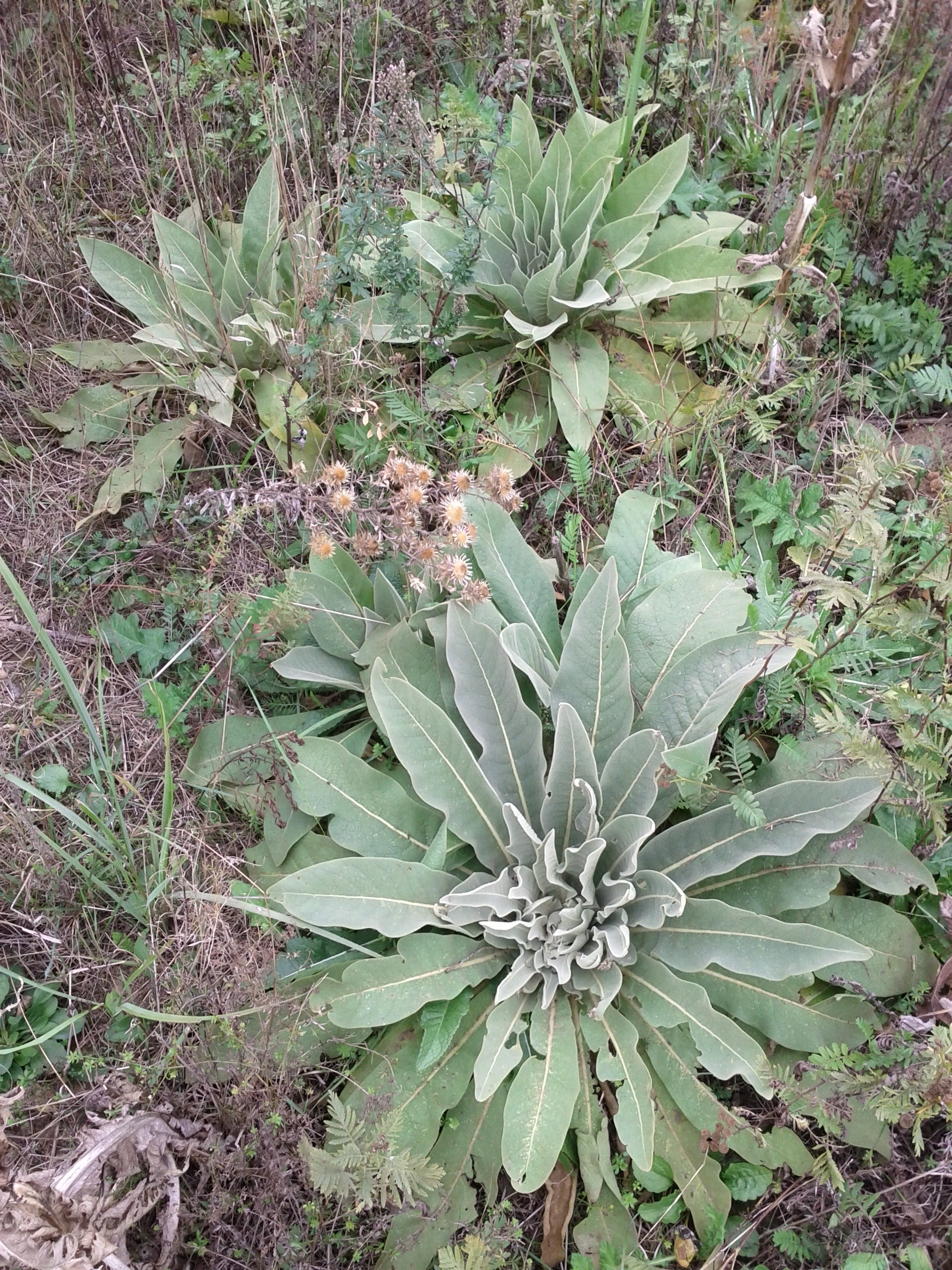
Rozet
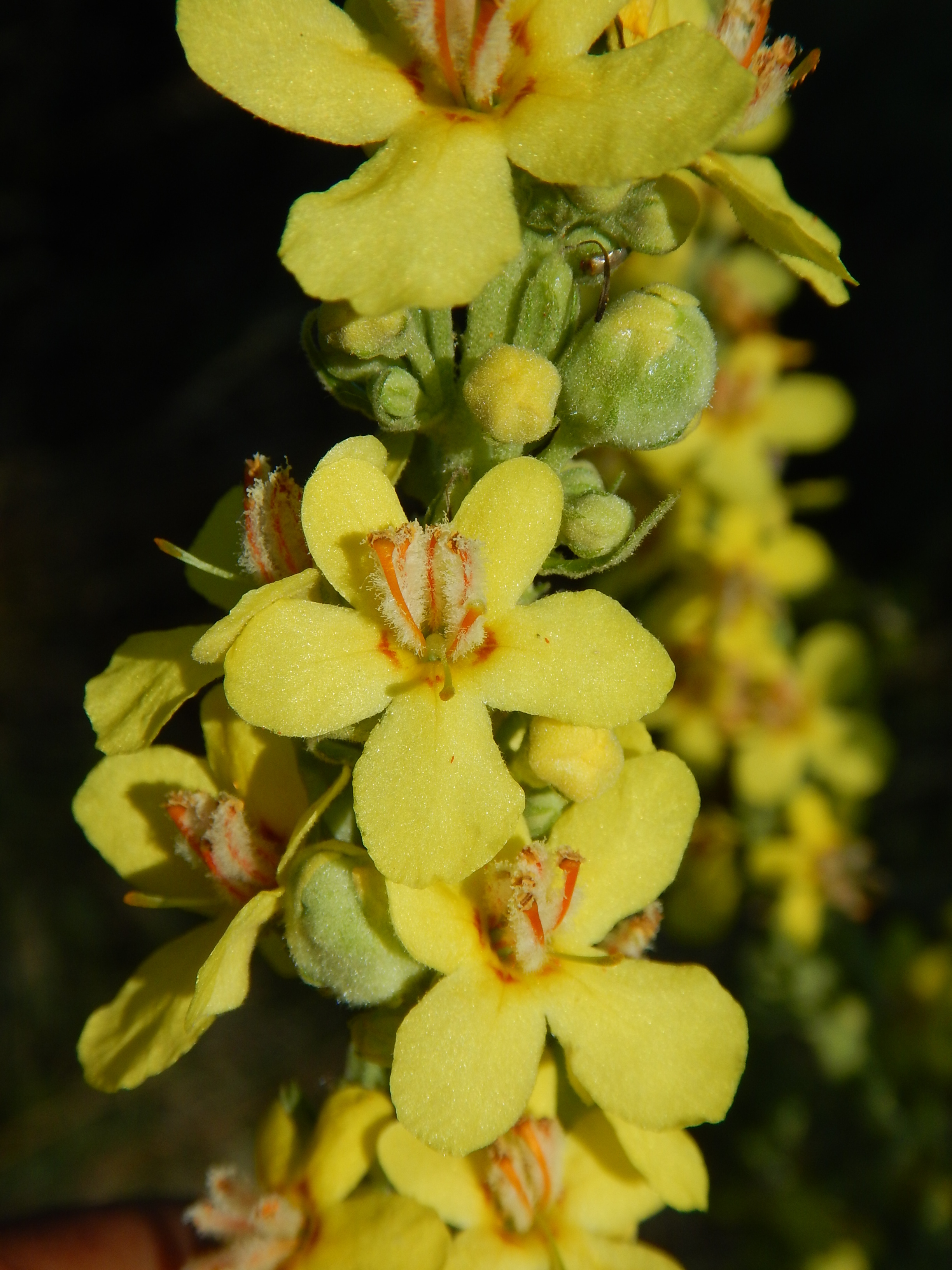
Bloem
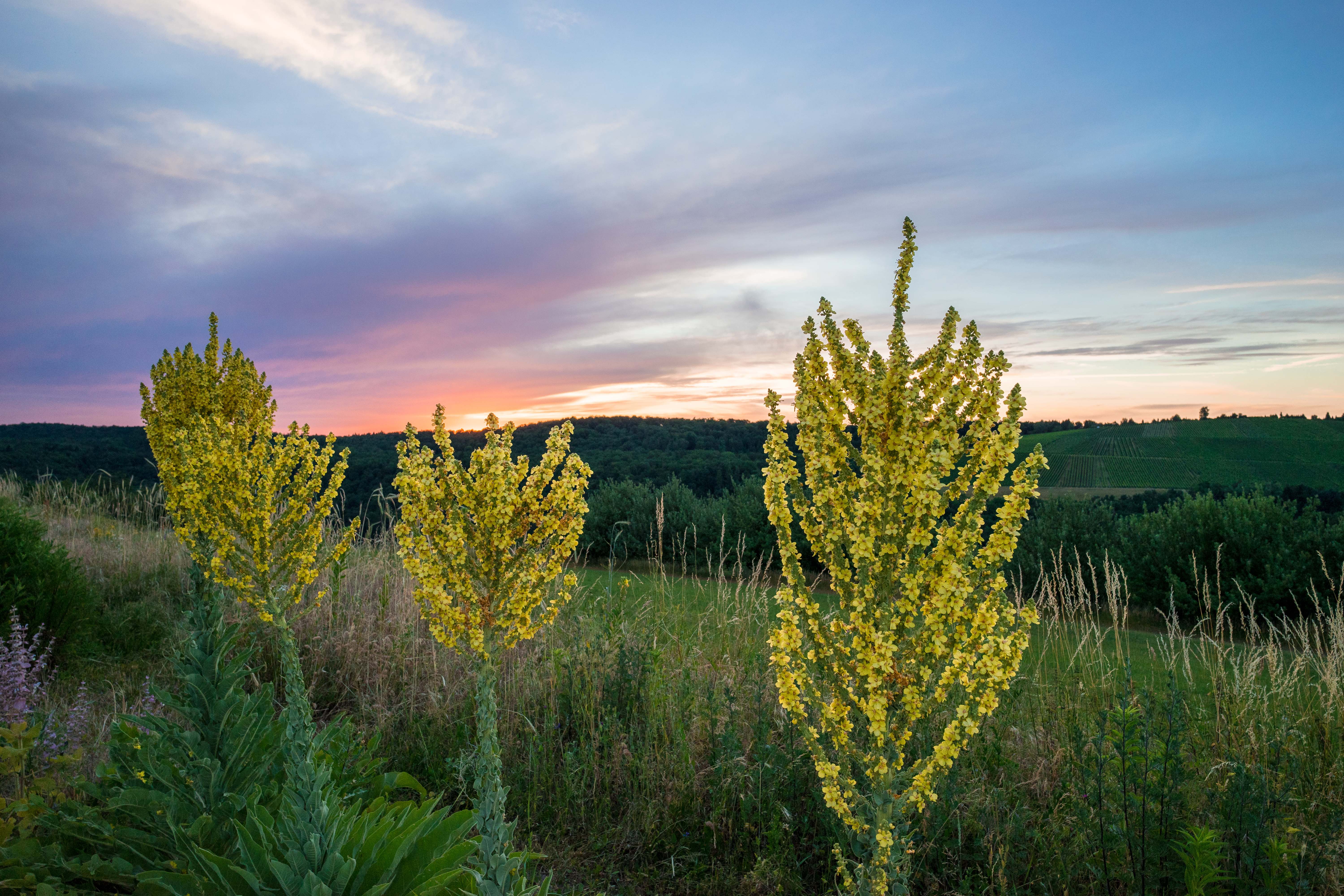

... · 
V. blattaria (Mottenkruid) · 
V. densiflorum (Stalkaars) · 
V. lychnitis (Melige toorts) · 
V. nigrum (Zwarte toorts) · 
V. phlomoides (Keizerskaars) · 
V. phoeniceum (Paarse toorts) · 
V. pulverulentum (Vlokkige toorts) · 
V. sinuatum · 
V. thapsus (Koningskaars) · 
...